# Zuhatag (település)
Zuhatag (1899-ig Sztakcsin-Rosztoka, szlovákul: Stakčínska Roztoka) község Szlovákiában, az Eperjesi kerület Szinnai járásában.

## Fekvése
Szinnától 10 km-re északkeletre, a Vihorlát-hegység és a Keleti-Beszkidek közötti völgyben fekszik.

## Története
1569-ben Zemplén vármegye adóösszeírásában „Ztakczin Rostoka” néven említik először. A homonnai uradalomhoz tartozott, később a Szirmay család birtoka.
A 18. század végén Vályi András így ír róla: „Kálna Rosztoka, Sztratsin Rosztoka. Két orosz falu Zempl. Várm. földes Urok Szirmay Uraság, lakosaik ó hitüek, fekszenek egymáshoz mintegy 3/4 órányira, amaz d. Klenovához, e’ pedig é. Priszlophoz 1 órányira; határjaik két nyomásbéliek, földgyeik hegyesek, és vőlgyesek, ’s leginkább zabot teremnek, erdejek bikkes, és nyirjes, legelővel bővelkednek, piatzok Ungváron, ’s Homonnán.”
Fényes Elek 1851-ben kiadott geográfiai szótárában így ír a faluról: „Rosztóka (Sztakcsin), orosz f., Zemplén vmegyében, Szinna fil., 6 r., 443 g. kath., 10 zsidó lak., 562 hold szántófölddel. F. u. Szirmay. Ut. post. Szobráncz.”
Borovszky Samu monográfiasorozatának Zemplén vármegyét tárgyaló része szerint: „Zuhatag, azelőtt Sztakcsin-Rosztoka, még korábban Rosztoka, Ung vármegye határán fekszik. Van 48 háza és 271 gör. kath. vallású lakosa, kiknek azonban itt nincsen templomuk. A homonnai uradalom tartozéka volt és később a Szirmayaké lett. Most Hering Gottfried Jánosnak van itt nagyobb birtoka.”
1920 előtt Zemplén vármegye Szinnai járásához tartozott, majd az újonnan létrehozott csehszlovák államhoz csatolták. 1939 és 1945 között ismét Magyarország része.

## Népessége
| Év:            | 1994. | 2004.   | 2014.   | 2024.    |
| -------------- | ----- | ------- | ------- | -------- |
| Emberek száma: | 325   | 335     | 333     | 274      |
| Eltérés:       |       | +3,07 % | -0,59 % | -17,71 % |

| Év:            | 2023. | 2024.   |
| -------------- | ----- | ------- |
| Emberek száma: | 277   | 274     |
| Eltérés:       |       | -1,08 % |

1910-ben 321, túlnyomórészt ruszin anyanyelvű lakosa volt.
2001-ben 2385 lakosából 1867 szlovák, 383 ruszin, 81 ukrán volt.
2011-ben 336 lakosából 262 szlovák és 60 ruszin volt.

## Nevezetességei
- A Szent Istenanya tiszteletére szentelt görögkatolikus temploma 1832-ben épült.
- Kőkeresztek 1903-ból a falu elején és 1907-ből a templom előtt.